# 야생의 순수
《야생의 순수》(Les Dents du diable, The Savage Innocents)는 영국에서 제작된 니콜라스 레이 감독의 1960년 영화이다. 앤서니 퀸 등이 주연으로 출연하였다.

## 출연

### 주연
- 앤서니 퀸
- 요코 타니
- 카를로

### 조연
- 피터 오툴
- 마르코 구글리엘미
- 리 몬타규
- 앤디 호
- 안나 메이 웡
- 이본느 시마
- 안소니 친
- 프란시스 드 울프
- 마이클 초우
- 에드 드버릭스
- 니콜라스 스튜어트

## 기타
- 의상: 비토리오 니노 노바레즈